# قائمة مؤلفات سيد قطب
قائمة مؤلفات سيد قطب ألف سيد قطب حوالي 25 كتابًا، تتنوع ما بين الكتب الأدبية المحضة والقصصية والروايات ثم اتجه فيما بعد إلى التأليف في الفكر الإسلامي، كما أن له كتابين من المقررات الدراسية كتبهما أثناء عمله بوزارة المعارف في الحقبة الملكية هما: «الجديد في اللغة العربية» و«الجديد في المحفوظات».
أمضى سيد قطب أكثر من عشرين عاماً يكتب المقالات والقصائد قبل اتجاهه للتأليف، وكان متأثرًا بالكاتب عباس محمود العقاد، وفي فترة الأربعينيات بدأ بالتأليف في النقد الأدبي، وظهر له عدة كتب منها: «كتب وشخصيات»، «والنقد الأدبي أصوله ومناهجه»، ثم سلك مسلكًا آخر بكتابه «التصوير الفني في القرآن» ثم «مشاهد القيامة في القرآن»، ووعد بإصدار كتب أخرى وذكر عناوينها وهي: «القصة بين التوراة والقرآن»، و«النماذج الإنسانية في القرآن»، و«المنطق الوجداني في القرآن»، و«أساليب العرض الفني في القرآن»، ولكن لم يظهر منها شيء.
مر سيد قطب بتحولات فكرية كبيرة، حتى أنه قام بتنقيح وإعادة كتابة بعض كتبه في الفترة الأخيرة من حياته، يقول عبد الله العقيل: «إن سيد قد بعث لإخوانه في مصر والعالم العربي أنه لا يعتمد سوى ستة مؤلفات له وهي: هذا الدين، المستقبل لهذا الدين، الإسلام ومشكلات الحضارة، خصائص التصور الإسلامي ومقوماته، في ظلال القرآن، ومعالم في الطريق». مُنعت كتب سيد قطب مرارًا في عدد من الدول، خاصة كتبه الآخيرة وأكثرها إثارة للجدل أكثرها تأثيرًا على الحركات الإسلامية والتي يصفها معارضوها بـ«المتشددة»، وسحبتها وزارة التعليم السعودية من الأسواق في 2015 مع كتب حسن البنا وباقي كتابات الإخوان المسلمين. وكذلك عملت وزارة الأوقاف المصرية على منعها من المساجد في ذات السنة.

## قائمة المؤلفات
| #  | اسم الكتاب                       | سنة الإصدار        | النوع               | نبذة عن الكتاب |
| -- | -------------------------------- | ------------------ | ------------------- | --- |
| 1  | مهمة الشاعر في الحياة وشعر الجيل | 1933               | نقد أدبي            | أصله محاضرة ألقاها في كلية دار العلوم عندما كان في السنة الثالثة فيها، حيث قدمه أستاذه محمد مهدي علام، وهو الذي كتب تقديم الكتاب أيضًا. |
| 2  | الشاطئ المجهول                   | يناير 1935         | ديوان شعري          | ديوانه الشعري الوحيد، طُبع طبعة واحدة فقط ولم يُطبع بعدها، طُبع منه ألفًا وخمسمائة نسخة وعدد صفحاته 280 صفحة. |
| 3  | نقد كتاب مستقبل الثقافة في مصر   | 1939               | نقد أدبي            | هو نقد لكتاب طه حسين مستقبل الثقافة في مصر، نُشر في حلقات مسلسلة في صحيفة "دار العلوم"، ثم جُمع في كتاب واحد. |
| 4  | التصوير الفني في القرآن          | أبريل 1945         | دراسة بلاغية للقرآن | أول كتبه الإسلامية، يتحدث عن الجانب البلاغي في القرآن وما يُسميه "منبع السحر في القرآن". |
| 5  | الأطياف الأربعة                  | 1945               | قصص وقصائد متفرقة   | اشترك في كتابته سيد قطب وإخوته: حميدة قطب وأمينة قطب ومحمد قطب، لذلك أسماه بالأطياف الأربعة. |
| 6  | طفل من القرية                    | 1946               | سيرة ذاتية          | أهدى الكتاب لطه حسين، حيث كان مُعجبًا بكتابه الأيام، كتب فيه مقدمته: «هذه صور من حياة القرية التي عاصرت طفولته خلال ربع قرن من الزمان. نقلها كما هي؛ لم ينمق فيها شيئاً وإنما كانت صنعته، نقلها من صفحة الذاكرة إلى صفحة القرطاس.». |
| 7  | المدينة المسحورة                 | 1946               | أدب قصصي            | قصة خيالية على غرار ألف ليلة وليلة، تبدأ بأن شهرزاد تقص على شهريار قصة المدينة المسحورة. |
| 8  | كتب وشخصيات                      | 1946               | نقد أدبي            | يصور فيه شخصية كل أديب تناول أحد كتبه بالنقد، كل فصول الكتاب سبق نشرها على صورة مقالات في المجلات. |
| 9  | أشواك                            | 1947               | رواية               | رواية عن قصة واقعية للكاتب، كتب في إهدائها: «إهداء إلى التي سارت معي في الأشواك، فدميت ودميَت، وشقيتُ وشقيَت، ثمّ سارت في طريق وسرتُ في طريق، جريحين بعد المعركة، لا نفسها إلى قرار، ولا نفسي إلى استقرار». |
| 10 | مشاهد القيامة في القرآن          | 1947               | دراسة بلاغية للقرآن | يستعرض مشاهد القيامة في معظم سور القرآن، مستخدمًا فيها طريقة التصوير في التعبير، وإبراز الناحية الفنية والبلاغية، دون التطرق لمباحث لغوية ودينية. استعرض فيه 150 مشهد موزعة على 80 سورة. |
| 11 | روضة الطفل                       | 1947               | أدب الأطفال         | سلسلة قصصية للأطفال بالاشتراك مع أمينة السعيد ويوسف مراد، صدر منها حلقتان: أرنبو والكنز، وكتكت المدهش. |
| 12 | القصص الديني                     | 1947               | أدب الأطفال         | قصص دينية عن الأنبياء للأطفال بالاشتراك مع عبد الحميد جودة السحار. |
| 13 | النقد الأدبي أصوله ومناهجه       | يونيو 1948         | نقد أدبي            | تحدث فيه عن أصول النقد الأدبي، والقيم الشعورية والتعبيرية في العمل الأدبي، وفنون العمل الأدبي، ومناهج النقد الأدبي وقسَّمها إلى: منهج تاريخي ومنهج نفسي ومنهج متكامل. |
| 14 | العدالة الاجتماعية في الإسلام    | أبريل 1949         | فكر إسلامي          | ألفه قبل سفره إلى أمريكا، وهو أول كتبه الفكرية الإسلامية، طُبع عدة مرات في حياته، آخرها سنة 1964، وقد قام بالحذف والإضافة على الطبعة الأخيرة حسب آخر أفكاره، وأضاف إليه فصل "التصور الإسلامي والثقافة"، وهو أحد فصول معالم في الطريق. |
| 15 | معركة الإسلام والرأسمالية        | فبراير 1951        | فكر إسلامي          | ألفه بعد عودته من أمريكا، فبعد مهاجمته في كتابه السابق للفكر الشيوعي، هاجم في هذا الكتاب الفكر الرأسمالي. |
| 16 | السلام العالمي والإسلام          | أكتوبر 1951        | فكر إسلامي          | يتحدث عن صراع القوى العظمى بعد الحرب العالمية الثانية، ودور الإسلام في ذلك. |
| 17 | في ظلال القرآن                   | أكتوبر 1952 - 1965 | تفسير القرآن        | هو تفسير موضوعي للقرآن، في البداية كانت سلسلة في مجلة "المسلمون"، وبعد الحلقة السابعة من السلسلة أعلن إيقافها، وأنها سوف تصدر في كتاب مستقل، نُشر الجزء الأول في أكتوبر 1952، وظل ينشر جزءًا شهريًا حتى يناير 1954 كان قد صدر 16 جزءًا، ثم اعتُقل، وأصدر باقي الأجزاء في فترات اعتقاله، ثم أعاد نسخة مُنقحة من الكتاب وأعاد كتابة بعض الأجزاء في فتراته الأخيرة. |
| 18 | دراسات إسلامية                   | 1953               | فكر إسلامي          | مجموعة مقالات إسلامية نُشرت في عدة مجلات مثل مجلة الرسالة ومجلة الكتاب ومجلة الدعوة بين عامي 1950 إلى 1953. |
| 19 | هذا الدين                        | 1954               | فكر إسلامي          | ألفه بعد خروجه من الاعتقال الأول، يتحدث فيه عن خصائص الدين الإسلامي، ويعد الكتاب تحولًا في أسلوبه وفكره. |
| 20 | المستقبل لهذا الدين              | -                  | فكر إسلامي          | يُعد استكمالا لكتابه السابق "هذا الدين". |
| 21 | خصائص التصور الإسلامي ومقوماته   | 1960               | فكر إسلامي          | كتاب في العقيدة الإسلامية وخصائصها، بدأ تأليفه في 1951 وانتهى منه في 1960. |
| 22 | الإسلام ومشكلات الحضارة          | -                  | فكر إسلامي          | يتحدث فيه عن مشاكل الحضارة الغربية المادية من وجهة نظره، وأن الإسلام هو العلاج لهذه المشاكل. |
| 23 | معالم في الطريق                  | 1964               | فكر إسلامي          | آخر مؤلفاته، وأكثرها ضجة وتأثيرًا في الحركات الإسلامية، منه أربعة فصول مستخرجة من تفسير في ظلال القرآن في نسخته الثانية، وثمانية فصول كتبت على فترات. تم تأليفه على شكل فصول أثناء وجود قطب في مستشفى السجن، حيث كان يقوم بتسريب تلك الفصول تباعاً إلى الخارج بواسطة أخته أثناء زيارتها له.                                                                  |

### نُشرت في مجلات ولم تُطبع
| # | اسم الكتاب   | سنة الإصدار | النوع     | نبذة عن الكتاب |
| - | ------------ | ----------- | --------- | --- |
| 1 | الخريف       | ديسمبر 1941 | قصة قصيرة | قصة قصيرة تتحدث عن ظاهرة العزوف عن الزواج.                                                                              |
| 2 | أموات وأحياء | أكتوبر 1944 | قصة قصيرة | قصة قصيرة عن الفروق الاجتماعية بين طبقات المجتمع الفقيرة والغنية، حيث يرمز للفقراء بأنهم أموات والمترفين بأنهم الأحياء. |

## كتب نُشرت بعد وفاته
| # | اسم الكتاب             | سنة الإصدار | النوع      | نبذة عن الكتاب |
| - | ---------------------- | ----------- | ---------- | --- |
| 1 | نحو مجتمع إسلامي       | 1969        | فكر إسلامي | مجموعة من المقالات نشرها في مجلة "المسلمون" منذ عام 1951 مكون من 5 مقالات. |
| 2 | أفراح الروح            | 1971        | رسائل      | مجموعة من الخواطر والأفكار أرسلها إلى إخوته وأصدقائه في فترة سفره بأمريكا، نُشرت في مجلة الفكر فيما بعد، وجمعتها دار الكتب العلمية وأصدرتها في كتاب. |
| 3 | معركتنا مع اليهود      | -           | مقالات     | مجموعة مقالات كتبها في مجلة الدعوة المصرية في أوائل الخمسينات، وجمعها زين الدين الركابي، ونشرتها الدار السعودية للنشر والتوزيع بجدة. |
| 4 | في التاريخ فكرة ومنهاج | -           | مقالات     | مقالتان نشرهما في مجلة المسلمون تحت نفس العنوان، نشرتهما الدار السعودية للنشر والتوزيع بجدة. |
| 5 | لماذا أعدموني          | -           | وثيقة      | الكتاب عبارة عن وثيقة كتبها سيد قطب في السجن الحربي في مصر في 22 أكتوبر 1965. وهي مكتوبة بطلب من المحققين، وهي عبارة عن إجابات لأسئلة محددة أو سؤال واحد عام. وفيها يختصر سيد قطب نشاطه في الإخوان المسلمون في مصر من وقت التحاقه بالجماعة سنة 1953 حتى سنة 1965. |

## وصلات خارجية
- كتب سيد قطب، على موقع أبجد.
- جولة في بعض مؤلفات سيد قطب - موقع تبيان.